# Carex campylorhina
Espèce
Classification phylogénétique
Carex campylorhina est une espèce de plantes du genre Carex et de la famille des Cyperaceae.